# Mosina
Mosina (německy Moschin) je město v Polsku ve Velkopolském vojvodství v okrese Poznaň, nad Mosinským kanálem; ležící 22 kilometrů jižně od Poznaně. V letech 1975–1998 město náleželo do Poznaňského vojvodství. V roce 2024 zde žilo 14 491 obyvatel. Městem protéká řeka Warta.